# Ipizte
L'Ipizte ou Ipizti est une montagne de 1 053 mètres d'altitude dans le massif d'Arangio, appartenant aux Montagnes basques. Il se situe en Alava au Pays basque (Espagne).
C'est une montagne rocheuse avec une forêt qui gagne de la hauteur vers le nord. Entre ce sommet et l'Anboto, qui apparaît ici comme un grand massif calcaire, se trouve le col de Zabalaundi.

## Géographie
L'Ipizte est petit à côté de son voisin l'Anboto. Il est constitué de roches entre lesquelles croît la végétation qui prend de la hauteur en se déplaçant vers le nord. Au sud il est limité par l'Oriol duquel il est séparé par le col de Leziaga.
Les sommets secondaires de cette montagne sont le pic Gantzaga à 992 m d'altitude, avec une paroi imposante dans sa face est, qui se situe juste au-dessus du quartier d'Aramaio et le pic Albina à 904 m d'altitude.
Les monolithes rocheux, appelés Hiruaitzeta, qui ressortent de la forêt qui entoure le massif ont quelques voies d'escalade anciennes. Dans le sommet rocheux de Gantzagako haitza il y a des voies équipées très intéressantes.

## Ascensions
Les voies normales pour accéder au sommet ont comme point commun le col de Zabalaundi. Une fois à celui-ci, il faut suivre les indications pour arriver, par des passages faciles de montée, jusqu'au sommet. Un autre des points d'ascensions est le col de Leziaga, qui se situe au sud du sommet.
Depuis Oleta
On part d'Oleta par une large piste en direction nord pour atteindre le col de Zabalaundi et de là atteindre le sommet.
Depuis Urkiola
On suit le même chemin que pour aller à l'Anboto, suivre la piste jusqu'aux campas d'Asuntze, où se trouve la source Pol-pol. De là, prendre le chemin indiqué pour la voie normale de l'Anboto et laisser celle-ci à la gauche pour continuer jusqu'à Zabalaundi. Ensuite continuer vers le sommet.

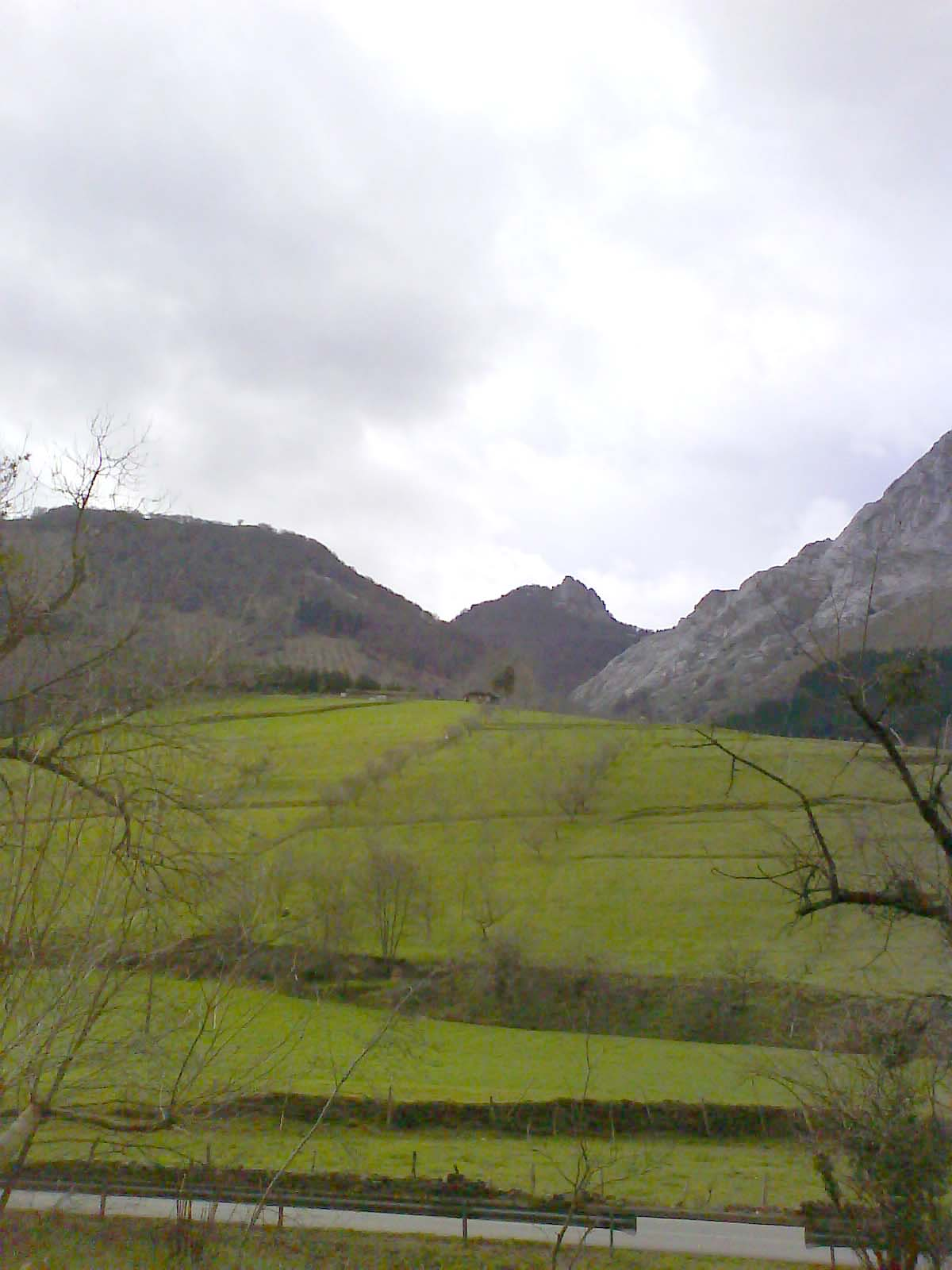
Ipizte vu depuis Arratzola.
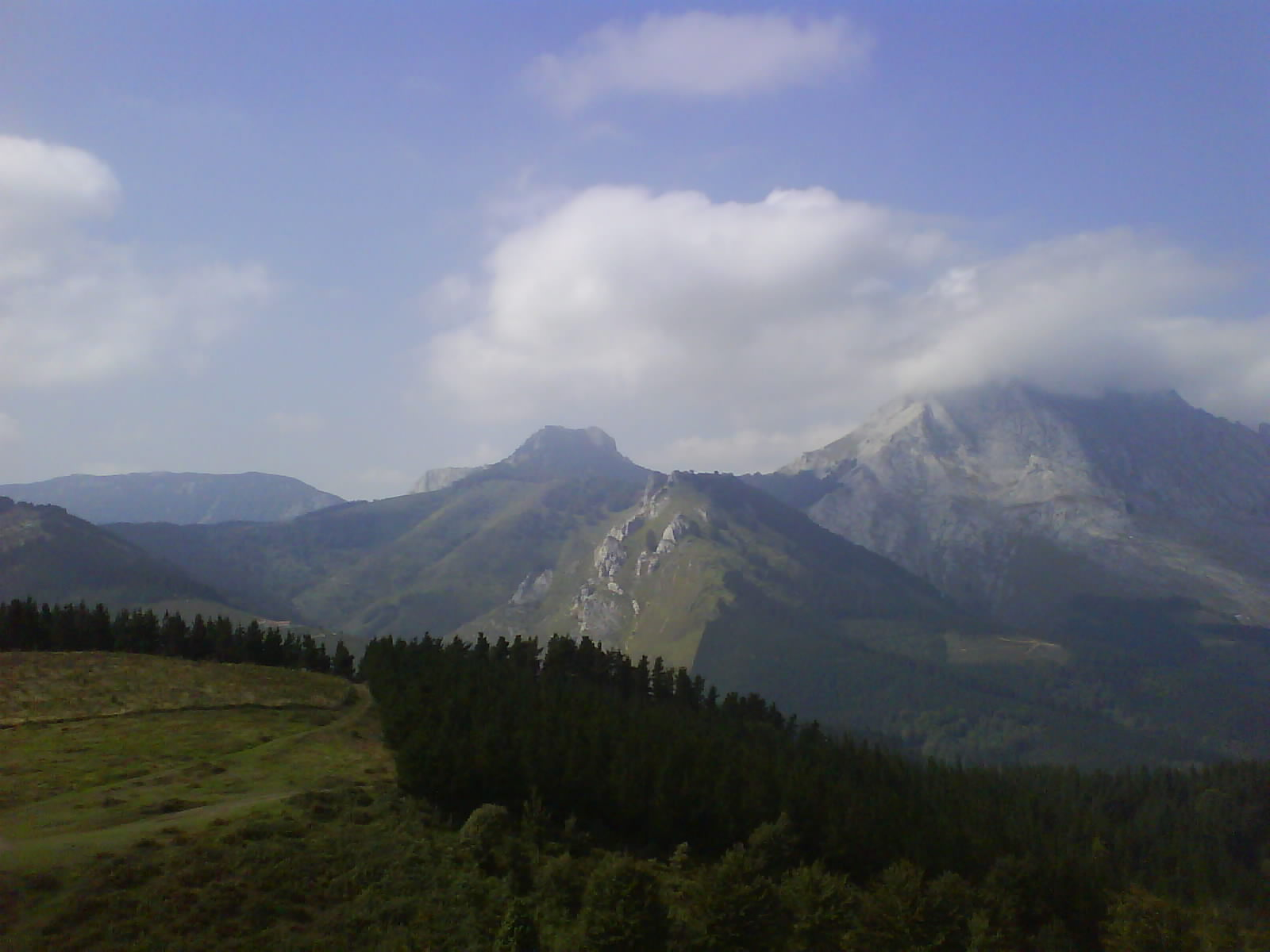
Ipizte depuis le Besaide.
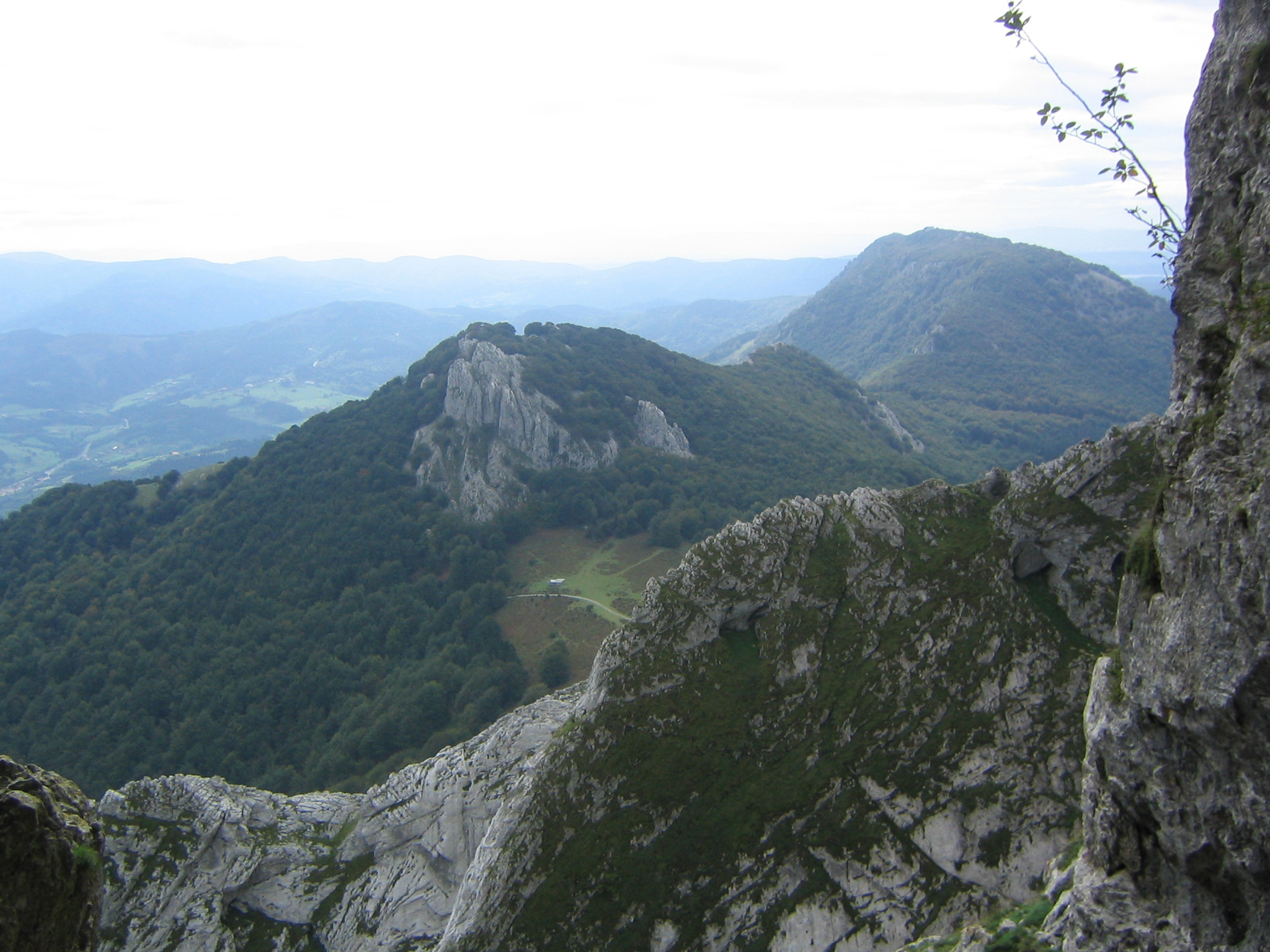
Ipizte et Orisol depuis le grotte de Mari, sur la face est de l'Anboto, au premier plan arête de l'Ezkillar et, derrière, le Zabalandi.
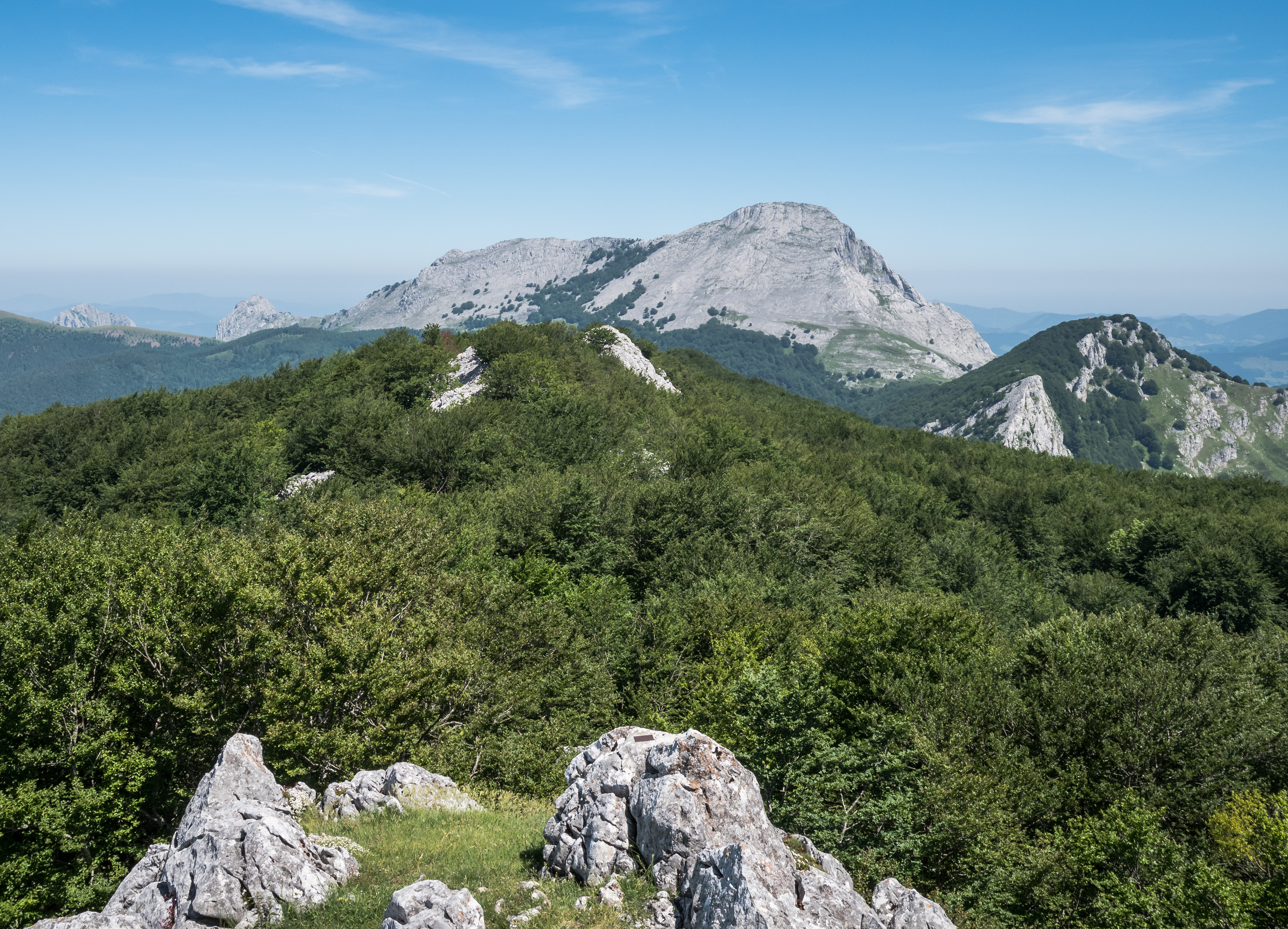
Anboto avec l'Ipizte à sa droite.

Depuis Gantzaga ou d'Etxaguen
De Gantzaga on atteint le col de Leziaga, depuis là monter au pic Albina et suivre par la crête jusqu'au sommet, ou bien longer le massif par un vaste chemin qui mène à Zabalaundi en traversant une hêtraie et avant d'arriver au col de l'Anboto prendre à droite et commencer à monter vers le sommet.
Temps d'accès :
- Oleta (1 h 45 min) ;
- Gantzaga (1 h 15 min) ;
- Etxaguen (1 h 30 min) ;
- Urkiola (1 h 30 min).